# ミッシェル・モル
ミッシェル・モル（Michiel Mol, 1969年8月4日 - ）は、オランダ出身の実業家で、F1チームであるフォース・インディアチームの監督・共同チームオーナー。

## 概略
父親のジャン・モル（Jan Mol）は、1966年にVolmacというソフトウェア会社を設立して非常に大きな成功を収めた実業家で（Volmac社は1992年にキャップジェミニ社に売却。ジャン・モルは2006年時点で5億ドルの資産を持つ）、ミッシェル・モルは裕福な家庭の下で育った。
父親の影響からモルはソフトウェアビジネスの世界で生きることを志し、ライデン大学でコンピュータサイエンスを修めた。1993年に幾人かの友人らと共に、当時としては珍しかったCD-ROMでの販売を前提としたソフトウェア会社Lost Boys社を設立し、インターネットが普及の兆候を見せたことに呼応してインターネット向けゲームソフトウェアなどの開発も手がけ、実業家として成功を収める。1999年には同社の名でオランダ人ドライバーのヨス・フェルスタッペンを支援しF1にも進出、ミナルディチームなどのスポンサーとなる。
その後、Lost Boys社は2003年にスウェーデンのIconMedialab社によって吸収されたが、モルはLost Boys社のゲーム部門（Lost Boys Games）のみ手元に残し、Media Republic社という会社を新たに起こす。ほどなく、Media Republic社はGuerrilla Games（en）に社名変更し、2004年にはPlayStation 2向けゲーム『Killzone』がヨーロッパ市場でヒットを飛ばしたことから、この年の内に同社をソニーに売却、後の投資活動における資金を得た。
この間も、モルはフェルスタッペンに続いてやはりオランダ人ドライバーのクリスチャン・アルバースを支援するという形でF1に関わり続け、同時にスパイカー・カーズ社に投資し、2006年にはF1チームMF1レーシングの買収に動き、これに成功した。
今日、モルはスパイカー社の大株主であり、MF1レーシングを改組して誕生したスパイカーF1チームの監督として2010年までの契約を結んでいた。
2007年10月5日、インドのキングフィッシャー航空会長ビジェイ・マリヤ、ジャン・モルと共に共同出資したオレンジ・インディア・ホールディングズがスパイカー・カーズ社よりスパイカーF1チームを買収し2007年度中国グランプリから共同チームオーナーとして参加。
2008年はチーム名を改め「フォース・インディア」として参戦をしている。